# Pedro Piñeda
Pedro Rafael Piñeda Pedroza (ur. 3 grudnia 1954) – gwatemalski zapaśnik walczący w stylu wolnym. Olimpijczyk z Monachium 1972, gdzie zajął dwudzieste miejsce w kategorii do 52 kg

## Letnie Igrzyska Olimpijskie 1972
| Konkurencja      | Rundy eliminacyjne    | Rundy eliminacyjne    | Klas. końcowa |
| Konkurencja      | Przeciwnik I          | Przeciwnik II         | Miejsce       |
| ---------------- | --------------------- | --------------------- | ------------- |
| 52 kg styl wolny | John Kinsella (AUS) P | Petre Ciarnău (ROU) P | 20.           |